# Petr Vlček
Petr Vlček est un ancien footballeur tchèque né le 18 octobre 1973 à Mariánské Lázně qui évoluait au poste de défenseur.

## Biographie

### International
Petr Vlček fait ses débuts internationaux le 26 août 1997 contre la Slovaquie, en remplaçant Pavel Nedvěd à la 56e minute. Il participe à la Coupe des confédérations 1997 et à l'Euro 2000 avec la Tchéquie.

## Palmarès
- Avec le Slavia Prague :
  - Vainqueur de la Coupe de Tchéquie en 1997 et 1999.